# Ахім Баєрлорцер
Ахім Баєрлорцер (нім. Achim Beierlorzer, нар. 20 листопада 1967, Ерланген) — німецький футболіст, що грав на позиції півзахисника. По завершенні ігрової кар'єри — тренер.

## Ігрова кар'єра
Народився 20 листопада 1967 року в Ерлангені. Вихованець юнацьких команд футбольних клубів «Нойнкірхен» та «Нюрнберг».
У дорослому футболі дебютував 1986 року виступами за другу команду «Нюрнберга», в якій провів два сезони, взявши участь у 23 матчах чемпіонату. До головної команди клубу не пробився і 1988 року перейшов до нижчолігового «Ян» (Форхгайм).
За рік приєднався до «Гройтера», у складі якого провів наступні сім років своєї кар'єри гравця. Більшість часу, проведеного у складі «Гройтера», був основним гравцем команди.
Завершував ігрову кар'єру у нижчоліговому клубі «Швабах» протягом 1996–2002 років.

## Кар'єра тренера
Розпочав тренерську кар'єру відразу ж по завершенні кар'єри гравця, 2002 року, залишившись у структурі «Швабаха» як головний тренер, а згодом до 2010 року тренував «Кляйнзендельбах».
2010 року був призначений тренером юнацької команди «Гройтера», а у 2014–2015 роках працював на аналогічній посаді в «РБ Лейпциг». Протягом частини 2015 року уперше виконував обов'язки головного тренера головної команди лейпцизького клубу, після чого працював на різних позиціях у його тренерському штабі.
Влітку 2017 року був призначений головним тренером команди «Ян» (Регенсбург), діями якої успішно керував протягом двох сезонів.
У липні 2019 року очолив команду «Кельна», робота з якою виявилася провальною — після дев'яти поразок у 13 іграх при двох поразках і нічиїх тренера було звільнено.
У листопаді 2019 року став головним тренером команди «Майнц 05», де пропрацював менше року і був звільнений вже у вересні наступного року після низки провальних матчів.
Протягом частини 2021 року знову працював у клубній структурі «РБ Лейпциг», де був помічником головного тренера, а протягом однієї гри виконував обов'язки очільника тренерського штабу.